# Azzano d'Asti
Azzano d'Asti là một đô thị ở tỉnh Asti vùng Piedmont thuộc Ý, nằm ở vị trí cách khoảng 50 km về phía đông nam của Torino và khoảng 6 km về phía đông nam của Asti. Tại thời điểm ngày 31 tháng 12 năm 2004, đô thị này có dân số 390 người và diện tích là 6,4 km².
Azzano d'Asti giáp các đô thị: Asti và Rocca d'Arazzo.